# Мозиз Малон
Мозиз Малон (енгл. Moses Malone; Питерсбург, САД, 23. март 1955 — Норфок, 13. септембар 2015) био је амерички кошаркаш. Био је 3 пута НБА МВП и један од 50 највећих НБА кошаркаша. Малон је био најспремнији кошаркаш свог доба, наступао је 19 сезона у НБА лиги, и био последњи активни играч који је наступао у АБА лиги.
Преминуо је у сну у 60. години, ујутро 13. септембра 2015. године, док је боравио у хотелу у Норфоку (држава Вирџинија). Тог дана требало је да игра на добротворном турниру у голфу, а није се појавио на доручку и није се јављао на телефон. Малоун се раније жалио на неправилан рад срца и установљено је да је узрок смрти хипертензивна и атеросклеротска болест срца.